# 深谷晃祐
深谷 晃祐（ふかや こうすけ、1980年（昭和55年）5月19日 - ）は、日本の政治家。宮城県多賀城市長（1期）。元宮城県議会議員（2期）、元多賀城市議会議員（2期）。

## 来歴
宮城県多賀城市出身。多賀城市立山王小学校、多賀城市立第二中学校、仙台市立仙台高等学校卒業。
2007年（平成19年）4月22日に行われた多賀城市議会議員選挙に立候補し初当選した。東日本大震災を挟み、2011年（平成23年）9月に執行が延期された市議選で再選。
2015年（平成27年）、宮城県議会議員選挙の多賀城・七ケ浜選挙区（定数2）に無所属で立候補。得票数1位で初当選し、自民党現職の寺沢正志は次点で落選した。2019年（令和元年）の県議選は自民党公認で立候補し再選。
2020年（令和2年）8月28日、多賀城市長の菊地健次郎が健康上の不安を理由に辞任を表明。菊地は10月9日付で辞職。菊地の辞職に伴い10月25日に行われた市長選挙に自民党・公明党の推薦を受けて立候補。前副市長の鈴木明広を破り初当選した。